# Graindelavoix
 (juin 2012).
Graindelavoix est un ensemble de musique ancienne et un collectif d'artistes fondé par Björn Schmelzer en 1999. Depuis 2010, la Communauté flamande apporte un soutien structurel à Graindelavoix.
L'ensemble a été en résidence au centre de musique De Bijloke de Gand et a entretenu un partenariat artistique avec le Centre culturel de Genk[réf. à confirmer]. Depuis 2015, Graindelavoix est en résidence à la Fondation Royaumont, aux abords de Paris, où l’ensemble présente ses créations et organise des masterclasses.

## Mission
Graindelavoix se voit d'abord comme un collectif d'artistes, expérimentant dans le champ entre la création et l'exécution, qui comprend des chanteurs et des instrumentistes dirigés par Björn Schmelzer. Le nom Graindelavoix est lié à la démarche même d'un collectif fasciné par des voix au-delà de la communication, des voix qui, toujours selon Graindelavoix, ne transmettent plus de message, mais qui sont uniquement l'expression de leur assise : grésillement, intensités, instincts[réf. à confirmer]. En effet, le nom est tiré d'un essai de Roland Barthes (« … le grain, c'est le corps dans la voix qui chante, dans la main qui écrit, dans le membre qui exécute... »), dans lequel Barthes était à la recherche de ce qui constitue l'essence granuleuse d'une voix ; Graindelavoix expérimente avec ce que l'on fait du « grain » : la réflexion autant physique que spirituelle de la voix.
Formé en 1999 par Schmelzer et basé à Anvers, en Belgique, le collectif se consacre surtout à la polyphonie franco-flamande, travaillant avec des matériaux aussi divers que la polyphonie d'Ockeghem, l'art de la plainte, le machicotage et autres types d'ornementation tombés en désuétude, les pratiques méditerranéennes, la dynamique et la cinématique de la Scolastique tardive, le corps affectif, la gestique, l'image et la psychacoustique…
Graindelavoix travaille sur la musique ancienne et sur le lien entre la notation et ce qui lui échappe : la conscience supérieure et le savoir-faire que l'interprète apporte à une pièce. Schmelzer travaille avec des chanteurs et des instrumentistes qui embrassent la diversité, l'hétérogénéité, l'ornementation et l'improvisation dans leur pratique musicale : à bien des égards, une approche ethnomusicologique de la musique ancienne[réf. à confirmer].

## Productions
La plupart des disques de Graindelavoix sont sortis sur le label espagnol Glossa Music. En Poissance d'amours, Schmelzer — un ethnomusicologue de formation — explore la musique et les écrits des mystiques, des moines et des ménestrels actifs dans le Brabant au XIIIe siècle. Cette production, ainsi que les enregistrements d'œuvres de Johannes Ockeghem et Gilles Binchois, va de pair avec des représentations - lors de concerts ou de spectacles de théâtre musical - définies par le collectif comme des fragments accumulés d'un large travail et processus de recherche.
En 2009, à la Journée de la musique ancienne (Dag van de Oude Muziek), qui a lieu à la commanderie des Vieux-Joncs à Rijkhoven, Graindelavoix a présenté, en première, un programme autour de Henric van Veldeke et de ses chansons. À cette fin, Schmelzer a reconstruit les mélodies.
Avec Muntagna Nera, un groupe de chanteurs amateurs de Genk créé dans les années 1970 — et autrefois principalement composé de mineurs — auquel on a insufflé une vie nouvelle, Graindelavoix a fait un album live composé de chansons populaires du Mezzogiorno italien.  Le disque, réalisé par ce partenariat et distribué par EMI Europe, atteint le sommet du Top 30 des albums de musique classique les mieux vendus en Flandre.  Cette collection de chansons populaires siciliennes, de café chantant napolitain et de polyphonie sarde est chantée par des migrants d'origine italienne ; Graindelavoix a pris en charge l'accompagnement instrumental, réalisé par des luths et des guitares rythmiques.
En 2011, l'ensemble interprète la musique vocale, basée sur l'Ars subtilior, du ballet de danse contemporaine Cesena d'Anne Teresa De Keersmaeker créé lors du Festival d'Avignon.

## Discographie
- 2004, Caput. Johannes Ockeghem, Glossa GCD P32101.
- 2006, Joye: Les plaintes de Gilles de Bins dit Binchois, Glossa GCD P32102.
- 2008, Poissance d'amours: Mystics, Monks and Minstrels in 13th-Century Brabant, Glossa GCD P32103.
- 2009, La Magdalene:The cult of Mary Magdalene in the Early 16th Century, Glossa GCD P32104.
- 2010, Cecus: Colours, Blindness and Memorial. Alexandre Agricola and His Contemporaries, Glossa GCD P32105.
- 2011, Cesena: Songs for Popes, Princes and Mercenaries (c. 1400), Glossa GCD P32106.
- 2012, Graindelavoix & Björn Schmelzer – Muntagna Nera, EMI Classics.
- 2012, Ossuaires: Office for Elizabeth of Hungary by Pierre de Cambrai, Glossa GCD P32107.
- 2013, Confréries: Devotional songs by Jaikes de Cambrai, Glossa GCD P32108.
- 2014, Motets: Music from Northern France: the Cambrai manuscript A 410, Glossa GCD P32109
- 2016, Messe de Nostre Dame de Guillaume de Machaut, Glossa Music GDC P32110.
- 2016, Jean Hanelle (c.1380-c.1436) : Cypriot Vespers - Chants, motets et pleinchant Maronites et Byzantins, Glossa GDC P32112
- 2017, Orazio Vecchi (1500-1605): Vecchi Requiem - Rubens's funeral and the Antwerp Baroque, Glossa GCD P32113
- 2017, Cipriano de Rore (c. 1515 or 1516-c. 1565) - Portrait of the artist as a starved dog, Glossa GCD P32114
- 2018, The Liberation of the Gothic - Florid polyphony by Thomas Ashwell (c. 1478-c. 1527) and John Browne (fl.c. 1480 - 1505), Glossa GCD P32115

## Publications
- (en) « Singers in a Church: Implications of Voice, Sound and Movement in Post-iconoclastic Interiors by Van Steenwijck, Grimmer and Neeffs » dans Divine Interiors - Experience Churches in the Age of Rubens[6] (avec CD : Antwerp World Premieres anno 1600)
- (en) Time Regained: A Warburg Atlas for Early Music[7]

## Prix et distinctions
Graindelavoix a remporté le très convoité Edison Award, deux Klara Muziekprijzen, le prix Cecilia de l’Union de la presse musicale belge et diverses récompenses décernées par des magazines de musique internationaux, comme Classica-Répertoire, Pizzicato et Scherzo.